# Josef Císař (lyžař)
Josef Císař (27. října 1916) byl československý lyžař, skokan na lyžích.

## Sportovní kariéra
Na V. ZOH ve Svatém Mořici 1948 skončil ve skocích na lyžích na 29. místě. Mistr ČSR 1939 ve skocích na lyžích.